# المعاهدة الفنلندية السوفيتية لعام 1948
اتفاق الصداقة والتعاون والمساعدة المتبادلة (لغة فنلنديةبالفنلندية: Ystävyys-, yhteistyö- ja avunantosopimus (YYA-sopimus؛ بالسويدية: Vänskaps-, samarbets- och biståndsavtalet (VSB-avtalet))، كان الأساس للعلاقات الفنلندية السوفيتية بين عامي 1948-1992.
بموجب المعاهدة التي تم التوقيع عليها في 6 نيسان، 1948، سعى السوفييت لردع الدول الغربية الحليفة أو من مهاجمة الاتحاد السوفياتي عبر الأراضي الفنلندية، والفنلنديون تسعى إلى زيادة استقلال فنلندا السياسية من الاتحاد السوفياتي. وبالتالي فإنه يضمن بقاء فنلندا كدولة ديمقراطية ليبرالية على مقربة من المناطق السوفياتية الاستراتيجية، مثل شبه جزيرة كولا والعاصمة القديمة لينينغراد.
وبموجب الاتفاقية، واضطرت فنلندا لمقاومة الهجمات المسلحة من قبل «ألمانيا أو حلفائها» (في واقع الأمر يفسر على الولايات المتحدة والحلفاء) ضد فنلندا، أو ضد الاتحاد السوفياتي من خلال فنلندا. إذا لزم الأمر، وكانت فنلندا لطلب المساعدات العسكرية السوفياتية للقيام بذلك. اتفاق يعترف أيضا رغبة فنلندا على البقاء خارج الصراعات بين القوى العظمى، والسماح للدولة لاعتماد سياسة الحياد في الحرب الباردة.
بسبب وضع العلاقات الفنلندية السوفيتية غير المستقر في سنوات ما بعد حرب الاستمرار، والتفسير الدقيق لصياغة المعاهدة، سارت فنلندا مع قرار بلدان حلف وارسو" ولم تشارك في خطة مارشال. ونتيجة لذلك، طالت ضائقة فنلندا الاقتصادية في فترة ما بعد الحرب، مقارنة بالدول الأخرى الرأسمالية الأوروبية، وباتت بذلك أكثر اعتماداً بكثير من الناحية الاقتصادية على الاتحاد السوفياتي. بشكل عام، حافظت فنلندا على علاقاتها مع القوى العسكرية الغربية البعيدة رسميا (بما في ذلك الاتحاد الدفاعي الإسكندنافي المقترح)، وحلف شمال الأطلسي على وجه الخصوص. عن طريق تجنب دعم الغرب، حاولت لدرء الضغوط السوفياتية من اجل الانتماء إلى حلف وارسو.
وكانت معاهدة YYA حجر الزاوية في سياسة بآسيكيفي الخارجية. كما كانت سياسة مركزية في ظل رئاسة أورهو ككونن (1956-1981)، الذي أطلق عليه مذهبه في السياسة الخارجية خط بآسيكيفي ككونن. وكانت المعاهدة أداة مفيدة بالنسبة للاتحاد السوفياتي لفرض النفوذ السياسي في الشؤون الداخلية لفنلندا في عصر ما بعد الحرب. ويشار إلى مثل هذا التأثير الفنلدة. فهو محل نقاش ساخن على درجة التي لم الرئيس أورهو ككونن (الرئيس 1956-1981) استخدم عمدا لتعزيز نفوذه الخاصة، وإتلاف خصومه.
على الرغم من السياسة الرسمية، كان هناك بعض سرية للتعاون مع الغرب. وتراوحت هذه من المنظمات الفنلندية مثل الحزب الاشتراكي الديمقراطي وكالة المخابرات المركزية الأمريكية قبول التمويل لتبادل البيانات الزلزالية على التجارب النووية. وبالمثل، قامت دول الكتلة الشرقية تجسس في فنلندا، على سبيل المثال وكان في ألمانيا الشرقية شتازي وكلاء.
الاتحاد السوفياتي كان اتفاقات مماثلة مع العديد من الدول التي لم تكن حليفة مباشرة مع ذلك، ولكن تعتمد اعتمادا كبيرا على الدعم السوفياتي، مثل كوريا الشمالية منذ عام 1961، مع الهند منذ عام 1971 وفيتنام منذ عام 1978، وما إلى ذلك أول اتفاق من هذا القبيل، ومع ذلك، كان مع فرنسا الحرة في عام 1943.